# Layne Flack
Layne Flack (Rapid City, 18 mei 1969 – Las Vegas (Nevada), 19 juli 2021) was een professionele pokerspeler uit de Verenigde Staten. Hij behoort tot een select gezelschap dat zes World Series of Poker (WSOP)-toernooien én een World Poker Tour (WPT)-titel won.
Flacks eerste WSOP-zege was die in het $3.000 Hold'em Pot Limit-toernooi van de World Series of Poker 1999. Hij had drie WSOP-titels achter zijn naam toen hij in februari 2003 ook zijn eerste WPT-zege boekte in het WPT Pro-Celebrity Invitational, waaraan zes spelers meededen (naast hem Jerry Buss, David Chiu, Men Nguyen, Hieu Ngoc Ma en Andy Glazer).
Flack verdiende tot en met juni 2015 meer dan $4.725.000,- in pokertoernooien (cashgames niet meegerekend). Naast hem wonnen alleen Erik Seidel, Phil Ivey en Doyle Brunson zowel een WPT-toernooi als zes (of meer) WSOP-titels (tot en met mei 2011).
Flack overleed op 52-jarige leeftijd thuis in zijn slaap. In 2022 werd hij toegevoegd aan de Poker Hall of Fame.

## World Series of Poker bracelets
| Jaar | Toernooi                          | Prijs    |
| ---- | --------------------------------- | -------- |
| 1999 | $3.000 Pot Limit Hold'em          | $224.400 |
| 2002 | $2.000 No Limit Hold'em           | $303.880 |
| 2002 | $1.500 No Limit Hold'em           | $268.020 |
| 2003 | $2.500 Omaha Hi-Lo Split          | $119.260 |
| 2003 | $1.500 Limit Hold'em Shootout     | $120.000 |
| 2008 | $1.500 Pot Limit Omaha met Rebuys | $577.725 |